# Lutzomyia strictivilla
Lutzomyia strictivilla är en tvåvingeart som beskrevs av Young D. G. 1979. Lutzomyia strictivilla ingår i släktet Lutzomyia och familjen fjärilsmyggor.
Artens utbredningsområde är Colombia. Inga underarter finns listade i Catalogue of Life.